# Kei Saito
Kei Saito, né le 20 février 1996, est un patineur de vitesse japonais, spécialiste du « short-track ».
Il participe aux Jeux olympiques d'hiver de 2018 à l'épreuve du 1 500 m et est prévu comme remplaçant sur le relais 5 000 m. Contrôlé positif aux tests antidopage, il est suspendu par le TAS (Tribunal arbitral du sport).

## Biographie
En 2012, il participe aux épreuves de patinage de vitesse sur piste courte des Jeux olympiques de la jeunesse, terminant premier de la finale B du 500 mètres et quatrième de la finale du 1 000 mètres.
Il a obtenu la 3e place des championnats du monde junior avec le relais national sur 3 000 mètres, en 2013 puis 2014.

### Soupçon de dopage
Le Tribunal arbitral du sport (TAS), saisi de l'affaire, a déclaré que « Kei Saito a été testé positif à l’acétazolamide, un produit diurétique considéré comme masquant, durant un test hors compétition », précise le TAS qui signale que le sportif a accepté d’être « provisoirement suspendu » et a quitté le village olympique. Celui-ci souligne dans un communiqué « Aucun des résultats enregistrés pendant les Jeux n'a été affecté », ajoutant que cela s'est passé « hors compétition ».
C'est le premier cas de dopage officiel après l'ouverture des Jeux olympiques de Pyeongchang.
Durant les Jeux olympiques, les contrôles antidopage relèvent de l’Autorité indépendante des tests antidopage (ITA).